# Lista de campeãs do carnaval de Canoas
Lista de campeãs do carnaval de Canoas, Rio Grande do Sul.
| Ano                                                        | Campeã                          | Enredo                                                                 | Ref.                 |
| ---------------------------------------------------------- | ------------------------------- | ---------------------------------------------------------------------- | -------------------- |
| 1956                                                       | Clube da Flecha                 |                                                                        | [ 1 ]                |
| 1957                                                       | Clube da Flecha                 |                                                                        | [ 1 ]                |
| 1976                                                       | Os Tártaros                     |                                                                        | [ 1 ]                |
| 1993                                                       | Unidos do Guajuviras            | História de Canoas                                                     | [ 2 ]                |
| Entre 1994 e 2002, não ocorreram desfiles.                 |                                 |                                                                        |                      |
| 2003                                                       | Unidos do Guajuviras            | Um Sonho de um Menino sobre o Mar                                      | [ 2 ]                |
| 2004                                                       | Acadêmicos de Niterói           | A lenda da Mãe do Ouro.                                                | [ 3 ]                |
| 2005                                                       | Unidos do Guajuviras            | Brasil mostra a tua cara.                                              | [ 4 ]                |
| 2006                                                       | Acadêmicos de Niterói           | Arthur Bispo do Rosário, o labirinto de uma vida.                      | [ 5 ]                |
| 2007                                                       | Acadêmicos de Niterói           | É ouro, é ouro; o ouro negro que brota do chão.                        | [ 6 ] [ 7 ]          |
| 2008                                                       | Nossas Raízes                   | A Raiz é gaúcha, mas traz a Bahia no Coração.                          | [ 8 ]                |
| 2009                                                       | Nossas Raízes                   | Sob as asas de um anjo, a dança vem com suas raízes.                   | [ 9 ] [ 10 ]         |
| 2010                                                       | Nossas Raízes                   | Egito de Nossas Raízes.                                                | [ 11 ]               |
| 2011                                                       | Acadêmicos da Grande Rio Branco | Hoje sou Leopoldina Imperatriz do Brasil, 30 anos de reinado do samba. | [ 12 ] [ 13 ] [ 14 ] |
| 2012                                                       | Nossas Raízes                   | Nesse universo surreal, nossas Raizes viaja na era virtual             | [ 15 ]               |
| 2013                                                       | Rosa Dourada                    | Rosa Dourada em busca do tesouro perdido.                              | [ 16 ] [ 17 ]        |
| 2014                                                       | Rosa Dourada                    | Seres do Planeta Rosa Invadem o Brasil para Assistir à Copa do Mundo   | [ 18 ]               |
| Desfile sem avaliação em dois bairros da cidade de Canoas. |                                 |                                                                        |                      |
| 2016                                                       | Acadêmicos de Niterói           | Metamorfose, é Tempo de Transformação!                                 | [ 20 ] [ 21 ] [ 22 ] |
| 2018                                                       | Nenê da Harmonia                |                                                                        | [ 23 ]               |